# Ardón
|  | Per a altres significats, vegeu «Ardon». |

Ardón és un municipi de la província de Lleó, enclavat en la comarca natural del Páramo Leonés.

## Pedanies del municipi
- Ardón,
- Benazolve,
- Cillanueva,
- Fresnellino del Monte,
- San Cibrián de Ardón,
- Villalobar.